# Rabih Alameddine
Rabih Alameddine (àrab: ربيع علم الدين, Rabīʿ ʿAlam ad-Dīn) (Amman, Jordània, 1959) és un escriptor libanès en llengua anglesa.

## Biografia
De pares drusos libanesos, Alameddine va créixer a Kuwait i el Líban, país que va abandonar als 17 anys per viure a Anglaterra primer i després a Califòrnia.
Amant de les matemàtiques, es va llicenciar en enginyeria a la Universitat de Califòrnia, a Los Angeles (UCLA), i va fer un màster de negocis a San Francisco, però aviat va abandonar la professió. Després de passar uns anys dedicat a la pintura, va descobrir la seva veritable vocació, l'escriptura.
La seva primera novel·la va ser Koolaids: Art of War (1988), a la qual va seguir la col·lecció de contes The Perv: Stories (1991). Després va aparèixer I, the Divine (2001) i finalment The Hakawati (2008). Aquesta novel·la, fruit de vuit anys d'intens treball, ha rebut l'aplaudiment de la crítica i ha estat traduïda a deu idiomes.
Col·labora en diverses publicacions, entre les quals es pot citar la revista Zoetrope i els diaris The Los Angeles Times, Corriere della Sera i Al-Hayat.
Encara que de pares creients (drusos), Alameddine és ateu. Sobre les religions ha dit: «Qualsevol religió —ja sigui el cristianisme, el judaisme o l'islamisme— és opressiva. Unes més que unes altres, però totes oprimeixen l'individu d'alguna manera.»
Viu entre Orient i Occident, a Beirut i San Francisco.

## Premis i distincions
- Beca Guggenheim (2002)

## Obres
- Koolaids: The Art of War, novel·la, 1988
- The Perv, contes, 1991
- I, the Divine, novel·la, 2001
- The Hakawati, novel·la, 2008
- La dona de paper, novel·la, trad.: Gemma Rovira Ortega, Lumen, Barcelona, 2012
- The Angel of History, novel·la, 2016